# Ronald Reagan Washingtoni nemzeti repülőtér
A Ronald Reagan Washingtoni Nemzeti Repülőtér (IATA: DCA, ICAO: KDCA) (angolul Ronald Reagan Washington National Airport) az Amerikai Egyesült Államok egyik jelentős belföldi repülőtere. A légikikötő a virginiai Arlingtonban, a  Potomac folyó partján található, de ez a washingtoni belvároshoz legközelebb eső repülőtér. Éves utasforgalma 23 961 442 fő (2022).

## Futópályák
|  | A repülőtér futópályái: - 01/19 (7169 ft, 150 ft, aszfaltbeton) - 04/22 (5000 ft, 150 ft, aszfaltbeton) - 15/33 (5204 ft, 150 ft, bitumen) |

## Forgalom
Az utasforgalom az elmúlt években az alábbi módon változott:
| Utasok száma | 344 257 | 16 307 808 | 15 907 006 | 15 724 613 | 15 932 074 | 18 019 584 | 19 630 213 | 23 012 191 | 23 945 527 | 25 453 581 |
|              | 1941    | 1993       | 1997       | 2000       | 2004       | 2008       | 2012       | 2015       | 2019       | 2023       |

## Legfontosabb célállomások

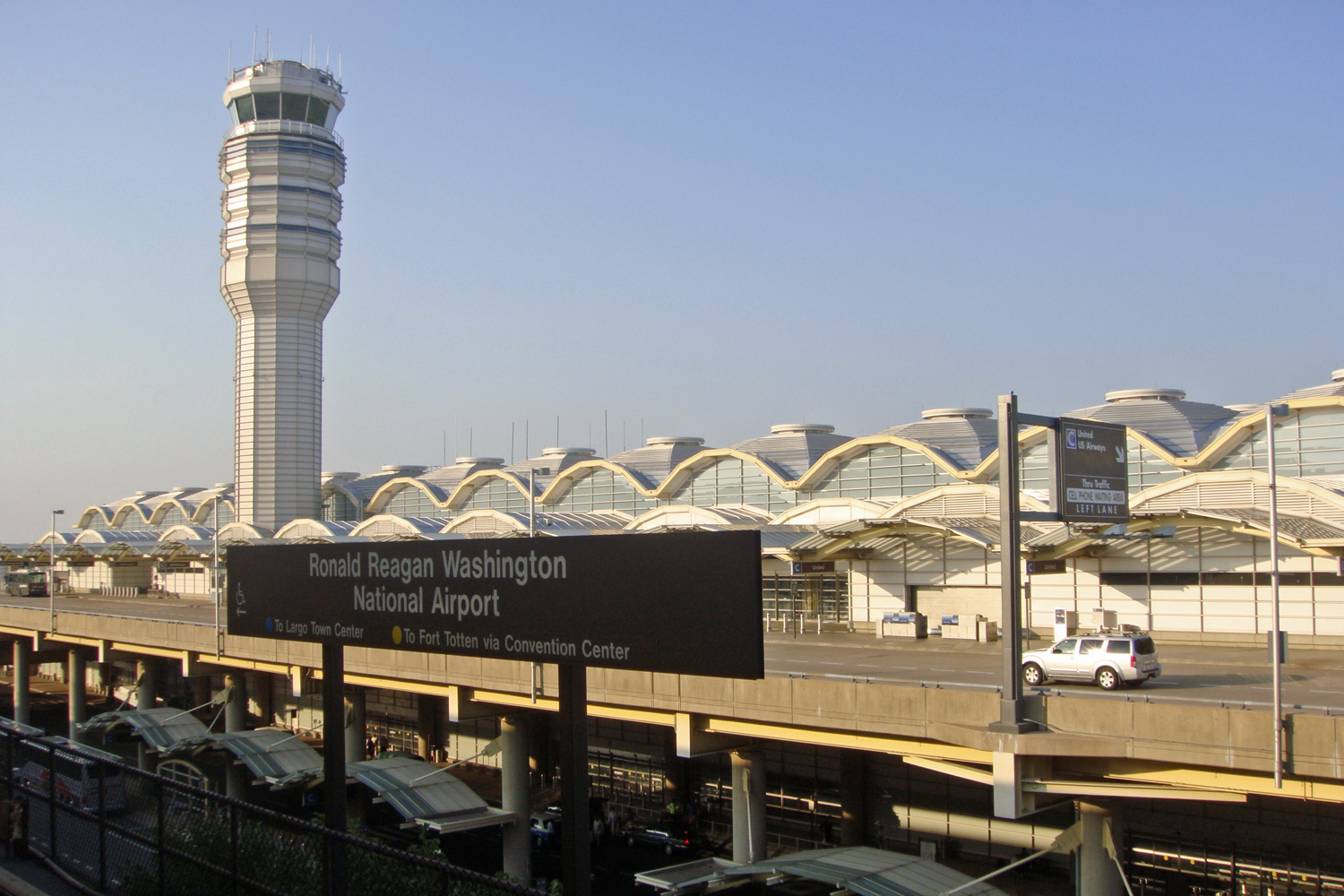
Az irányítótorony és a C terminál

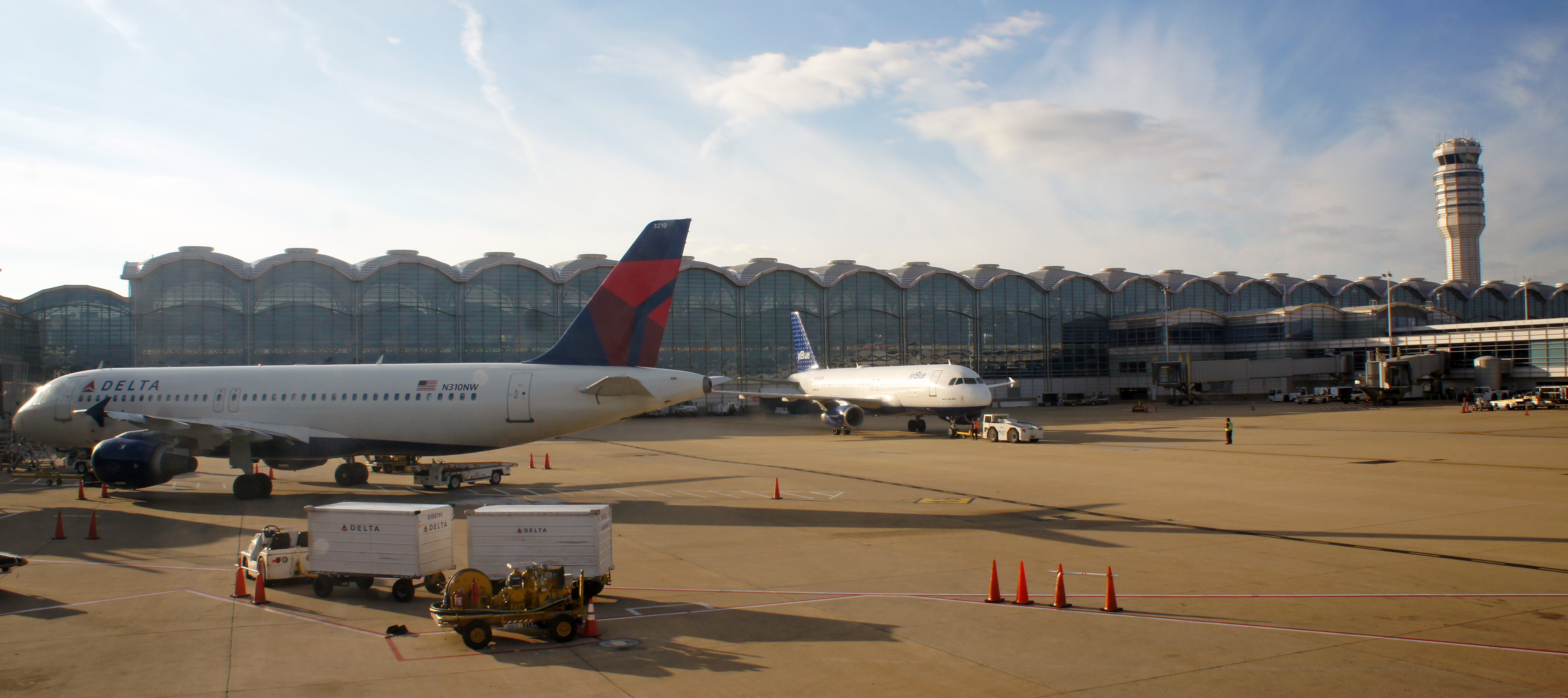
A B/C terminál

| Helyezés | Repülőtér                       | Utasszám | Üzemeltető                   |
| -------- | ------------------------------- | -------- | ---------------------------- |
| 1        | Atlanta, Georgia                | 841 000  | American, Delta, Southwest   |
| 2        | Chicago–O'Hare, Illinois        | 791 000  | American, United             |
| 3        | Boston, Massachusetts           | 719 000  | American, JetBlue            |
| 4        | Dallas/Fort Worth, Texas        | 436 000  | American                     |
| 5        | Miami, Florida                  | 429 000  | American                     |
| 6        | Orlando, Florida                | 426 000  | American, JetBlue, Southwest |
| 7        | Charlotte, North Carolina       | 339 000  | American                     |
| 8        | New York–LaGuardia, New York    | 305 000  | American, Delta              |
| 9        | Minneapolis/St. Paul, Minnesota | 295 000  | American, Delta              |
| 10       | Detroit, Michigan               | 294 000  | American, Delta              |